# Ꜹ
Pour les articles homonymes, voir AV.
Cette page contient des caractères spéciaux ou non latins. S’ils s’affichent mal (▯, ?, etc.), consultez la page d’aide Unicode.
Ꜹ (minuscule ꜹ) est une voyelle et un graphème utilisé en vieux norrois au Moyen Âge. C’est une ligature appelée « v dans l’a », « a v liés » ou « a v collés ».

## Utilisation

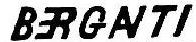
On trouve en épigraphie latine un glyphe identique, la ligature « AN » — ici l’épigramme VII 920 dans Longwood in Slak.

Au Moyen Âge, le v dans l’a est utilisé pour représenter l’umlaut u de /a/, c’est-à-dire une voyelle mi-ouverte postérieure arrondie [ɔ], aussi parfois transcrit ꜵ ou ꜷ, le /ø/ court ou /øː/ long.

## Représentations informatiques
Le v dans l’a peut être représenté avec les caractères Unicode (latin étendu D) suivants :
| formes    | représentations | chaînes de caractères | points de code | descriptions               |
| --------- | --------------- | --------------------- | -------------- | -------------------------- |
| capitale  | Ꜹ               | Ꜹ                     | U+A738         | lettre majuscule latine av |
| minuscule | ꜹ               | ꜹ                     | U+A739         | lettre minuscule latine av |